# Dekanat Zakopane
Dekanat Zakopane – jeden z 45 dekanatów w rzymskokatolickiej archidiecezji krakowskiej.

## Parafie
W skład dekanatu wchodzi 10 parafii:
- parafia św. Kazimierza – Kościelisko
- parafia Miłosierdzia Bożego – Zakopane
- parafia Miłosierdzia Bożego – Zakopane
- parafia NMP Matki Zbawiciela – Zakopane-Antałowka
- parafia NMP Niepokalanej Objawiającej Cudowny Medalik – Zakopane-Olcza
- parafia Najświętszej Rodziny – Zakopane
- parafia Niepokalanego Serca NMP – Zakopane
- parafia św. Antoniego – Zakopane-Bystre
- parafia św. Jana Apostoła – Zakopane
- parafia Świętego Krzyża – Zakopane

## Sąsiednie dekanaty
Biały Dunajec, Czarny Dunajec